# Витковский, Александр Константинович
Александр Константинович Витковский (1923 — 1994) — командир авиационного отряда Главного управления Гражданского воздушного флота при Совете Министров СССР. Герой Социалистического Труда, Заслуженный пилот СССР.

## Биография
Родился 23 августа 1923 года в городе Прикумск, ныне Будённовск Ставропольского края.
По окончании в 1941 году девяти классов средней школы № 1 города Георгиевска, был мобилизован на военную службу в Гражданский воздушный флот. Поступил в Орджоникидзевское лётное училище, которое окончил в 1943 году.
Участник Великой Отечественной войны — служил пилотом 4-й эскадрильи 4-го отдельного авиационного полка ГВФ Авиации дальнего действия на Волховском и Ленинградском фронтах. Демобилизовался в звании майора и работал пилотом, командиром воздушного корабля Ту-114, затем — командиром авиационного отряда Главного управления ГВФ при Совете Министров СССР.
В марте 1964 года был назначен командиром только созданного 210-го лётного отряда самолётов Ту-114 Транспортного управления международных воздушных линий Главного управления ГВФ. Когда в августе 1967 года в составе 210-го летного отряда была образована авиаэскадрилья самолетов Ил-62, этот самолёт, пилотируемый Александром Витковским и Борисом Егоровым, 15 июля 1968 года выполнил исторический рейс по маршруту Москва–Монреаль–Нью-Йорк, установив прямое авиасообщение между СССР и США (послевоенное).
Затем работал начальником эксплуатационного управления международных линий Министерства гражданской авиации СССР, а затем — начальником Центра подготовки авиационного персонала, где трудился до выхода на заслуженный отдых.
На пенсии жил в Москве. Умер 24 февраля 1994 года, похоронен на Троекуровском кладбище Москвы.
Имя А. К. Витковского носит самолет SSJ-100 «Аэрофлота» с регистрационным номером RA-89044.

## Награды
- Указом Президиума Верховного Совета СССР от 16 апреля 1963 года за самоотверженный труд и выдающиеся достижения в освоении авиационной техники Гражданского воздушного флота Витковскому Александру Константиновичу присвоено звание Героя Социалистического Труда с вручением ордена Ленина и золотой медали «Серп и Молот».
- Награждён орденами Ленина, Красного Знамени, Отечественной войны 1-й и 2-й степеней, Красной Звезды и медалями.